# (6889) 1971 RA
A (6889) 1971 RA a Naprendszer kisbolygóövében található aszteroida. Carlos Torres és J. Petit fedezte fel 1971. szeptember 15-én.